# Furci
Furci es un municipio situado en el territorio de la Provincia de Chieti, en Abruzos, Italia.

## Demografía
| Gráfica de evolución demográfica de Furci entre 1861 y 2001 |
|                                                             |
| fuente ISTAT - elaboración gráfica a cargo de Wikipedia     |

- Datos: Q51230
- Multimedia: Furci / Q51230

1. ↑  Worldpostalcodes.org, código postal n.º 66050.
2. ↑  «Codici Catastali». Comuni-italiani.it (en italiano). Consultado el 29 de abril de 2017.